# Paepalanthus platycaulis
Paepalanthus platycaulis är en gräsväxtart som beskrevs av Silveira. Paepalanthus platycaulis ingår i släktet Paepalanthus och familjen Eriocaulaceae. Inga underarter finns listade i Catalogue of Life.